# Kolmekivirahud
Kolmekivirahud ist eine unbewohnte Inselgruppe, 1,3 Kilometer von der größten estnischen Insel Saaremaa entfernt. Die Inselgruppe liegt in Kihelkonna im Kreis Saare. Sie besteht aus zwei Inseln mit den Größen 0,239669 Hektar und 1,836 Hektar. Beide Inseln gehören zum Nationalpark Vilsandi.